# Pseudodiaptomus andamanensis
Pseudodiaptomus andamanensis is een eenoogkreeftjessoort uit de familie van de Pseudodiaptomidae. De wetenschappelijke naam van de soort is voor het eerst geldig gepubliceerd in 1980 door Pillai.